# Mukono
Mukono è un centro abitato dell'Uganda, situato nella Regione centrale.